# Iglesia de San Martín de Tours (Gáceta)
La iglesia de San Martín de Tours es una iglesia románica del siglo XIII que se encuentra en el concejo alavés de Gáceta, perteneciente al municipio de Elburgo, en la cuadrilla de Llanada Alavesa.

## Descripción
Construida en el siglo XIII, presenta planta cuadrada, una sola nave y cabecera recta. Los muros presentan fábrica de mampostería y sillería en sus zonas nobles, como son los recercos de las ventanas y en las cadenas esquineras. Posee elementos románicos en su exterior como son los canecillos que decoran el hastial. A los pies de la iglesia se yergue una espadaña construida en sillar que posee tres arcos y alberga dos campaniles, coronado por una cruz.

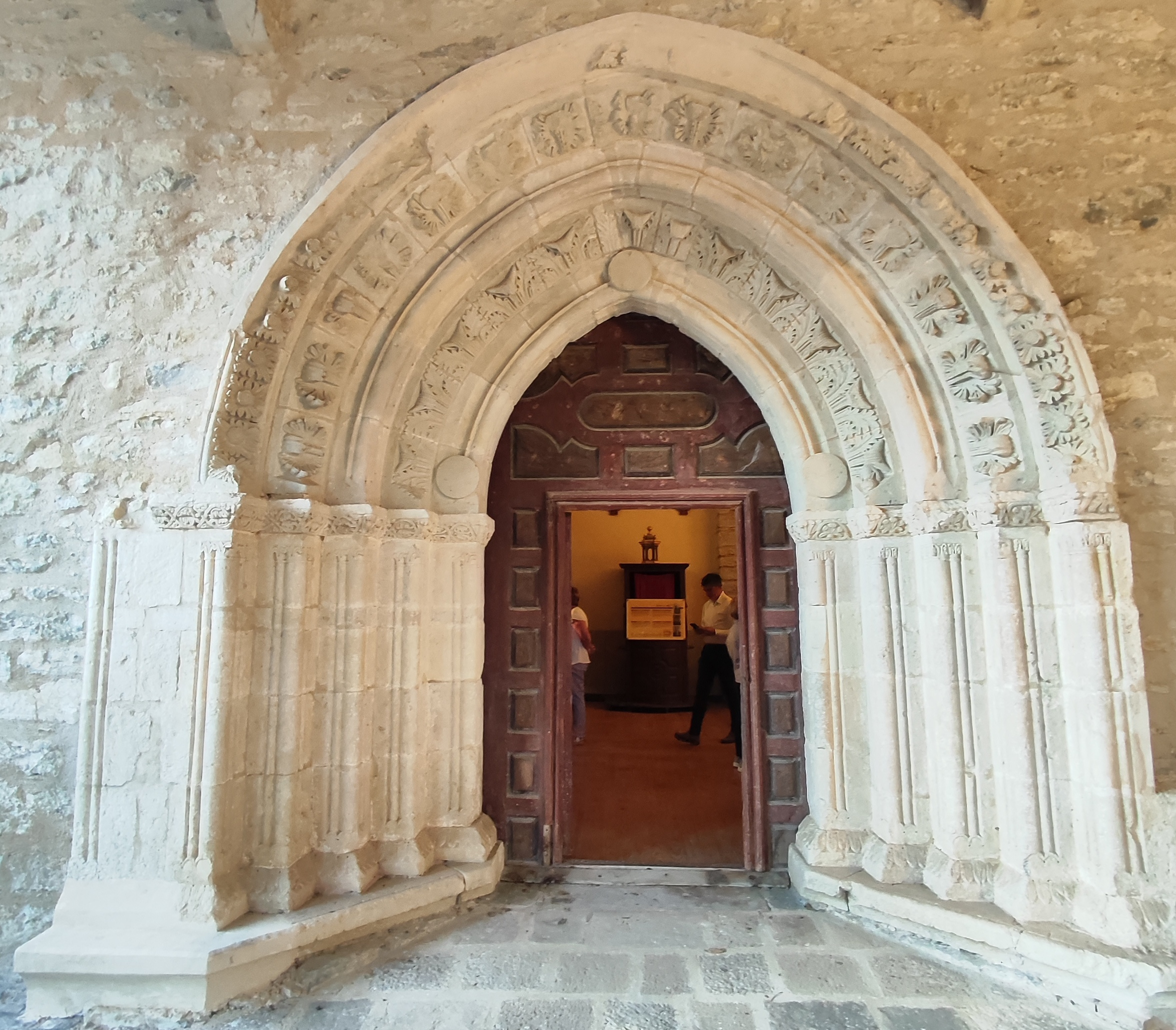
Portada

Uno de los elementos más reseñables del templo lo constituye su elegante portada de un estilo románico tardío. De fábrica de caliza blanca, posee un arco apuntado con cinco arquivoltas en las que se observan motivos decorativos vegetales, geométricos y antropomorfos. El pórtico que lo protege se edificó con posterioridad.
En su interior destaca un presbiterio protogótico al que se accede mediante un arco apuntado y que posee una bóveda de crucería. Los capiteles de las columnas de la cabecera muestran motivos vegetales.

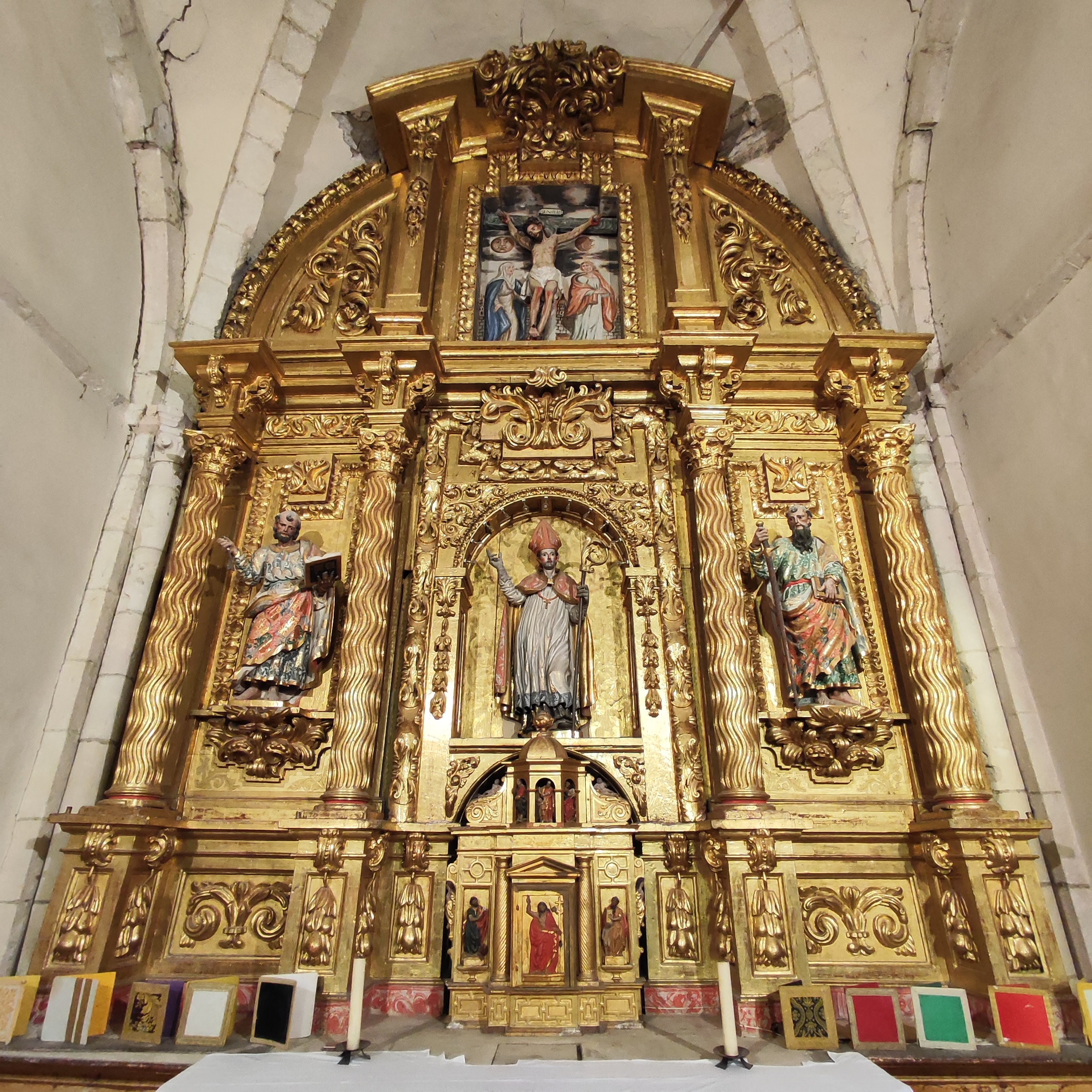
Retablo Mayor

Es reseñable el retablo mayor, de estilo rococó, dorado en su totalidad, en cuyo centro se ubica una talla de San Martín flanqueada por San Pedro y San Pablo. Posee retablos laterales que están dedicados a la Virgen del Rosario y a San José que muestran la misma línea decorativa que el que preside el presbiterio.
El baptisterio, situado bajo el coro, descansa en ocho medias columnas y es donde se encuentra la pila bautismal. A la sacristía se accede por un arco carpanel, el fuste de la columna derecha llega al suelo; se corta, al abrir la puerta de la sacristía en el siglo XVI y se remató con una carátula. Fue abovedada; sus nervios descansaban en cuatro ménsulas con rostros de ángeles aún visibles. En el respaldo destaca la pintura de la Inmaculada, a su izquierda un cuadro con la muerte de San José, y a su derecha, otro con el sueño del Santo.

## Imágenes emparedadas

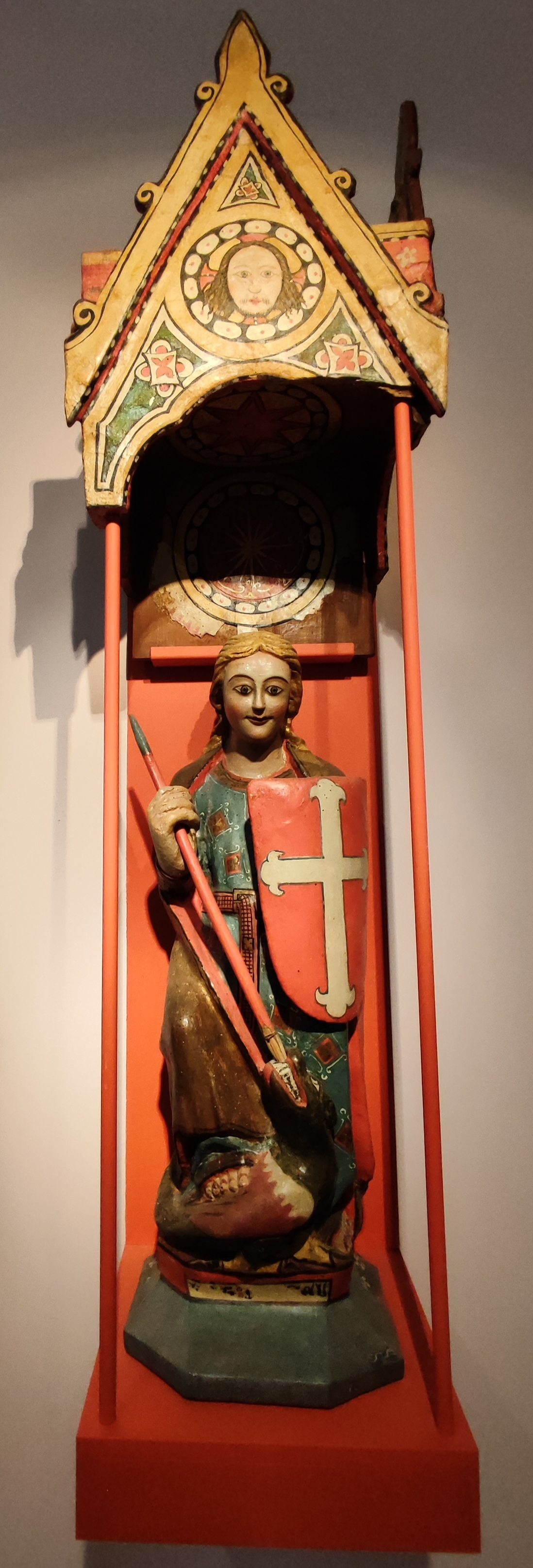
San Miguel y fragmento de templete de Gazeta

En el año 2005 se encontraron depositadas en el hueco de una ventana tapiada de la iglesia de Gazeta tres esculturas correspondientes a San Martín de Tours, San Miguel y San Antón Abad y un fragmento de templete. Estas piezas del segundo tercio del siglo XIV, debieron ser retiradas del culto en alguna renovación de la parroquia para ser sustituidas por otras nuevas más acorde con el gusto de la época. Por ello han mantenido su policromía original.

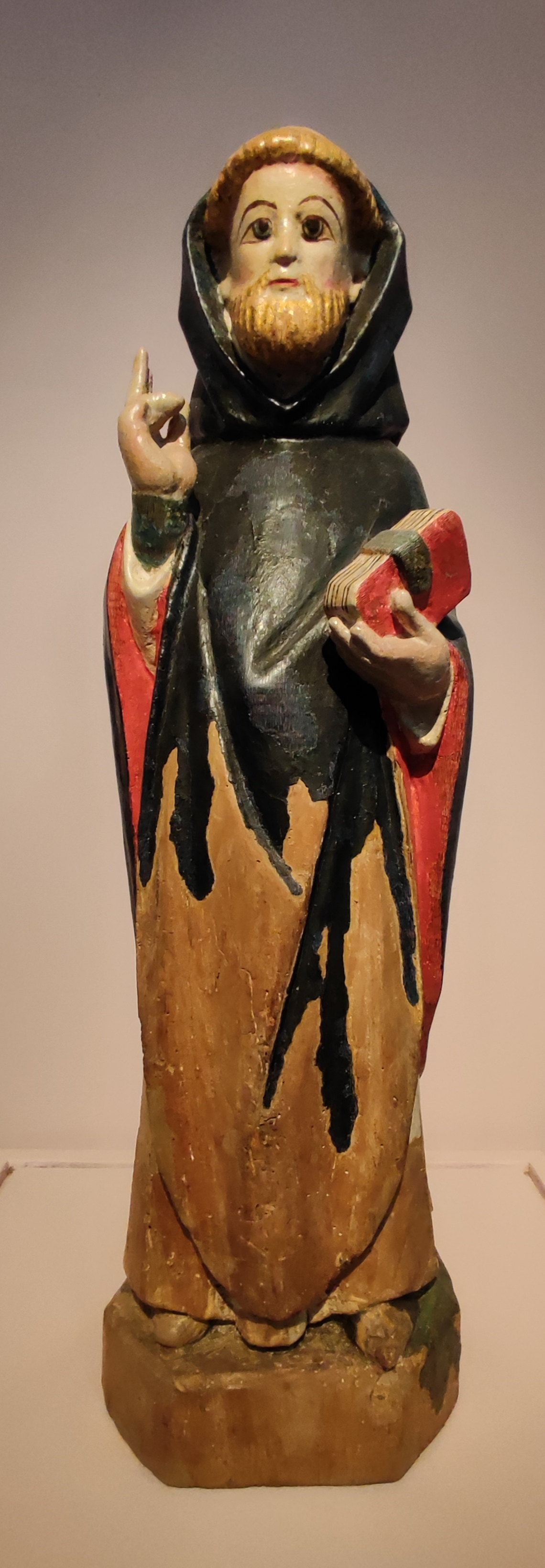
San Antón Abad
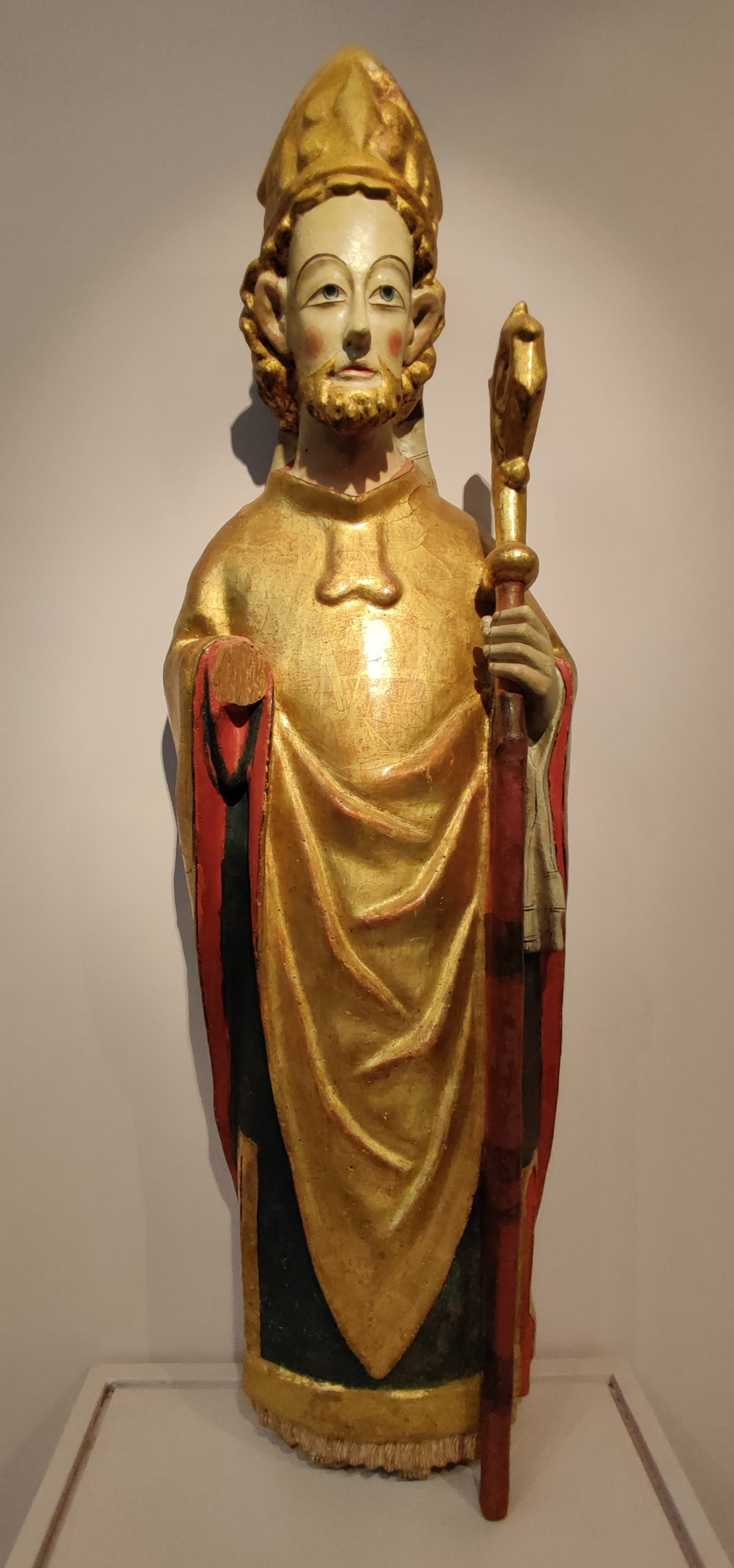
San Martín de Tours

Las piezas se recuperaron cuando, el 18 de febrero de 2005 durante las obras de restauración de la iglesia, se descubrió que la ventana de su muro occidental había sido aprovechada para emparedar tres imágenes retiradas del culto y desacralizadas, y parte superior de un baldaquino, más o menos contemporáneo de ellas, debió de formar parte de un retablo-tabernáculo presidido por la imagen de San Miguel). Habiéndose conservado, únicamente, la parte superior de esta estructura, no hay evidencias de que contara con las alas abatibles que la caracterizarían como un retablo tabernáculo, pero se piensa que es lo más probable.